# Лука Гучек
Лука Гучек (словен. Luka Guček, нар. 29 січня 1999) — словенський професійний футболіст, захисник українського клубу «Ворскла».

## Клубна кар'єра
В кінці січня 2023 року став гравцем одеського «Чорноморця». У складі одеської команди дебютував 2 лютого 2023 року у товариському матчі «Чорноморець» – «Шахтар» (Караганда), коли він у другому таймі вийшов на заміну замість Віталія Єрмакова. У матчах чемпіонату України у складі «Чорноморця» дебютував 4 березня 2023 року у грі 16-го туру прем'єр-ліги сезону 2022/23 між командами «Верес» (Рівне) – «Чорноморець» (Одеса).